# Martijn Berden
Martijn Berden (Den Haag, 29 juli 1997) is een Nederlands voetballer die doorgaans als aanvaller speelt. Hij komt sinds 2023 uit voor VVV-Venlo.

## Carrière

### Jong PSV
Berden begon met voetballen bij VV Zeewolde, waarna Vitesse hem in 2009 opnam in de jeugdopleiding. Die verruilde hij in 2011 voor die van PSV. Berden debuteerde op 18 september 2015 in het betaald voetbal toen hij het met Jong PSV thuis opnam tegen Sparta Rotterdam (0-3), een wedstrijd in de Eerste divisie. Dat bleek zijn enige wedstrijd voor Jong PSV te zijn.

### Vitesse
In 2016 keerde Berden weer terug naar de Vitesse Voetbal Academie. In het seizoen 2017/18 werd hij met Jong Vitesse kampioen in de Derde divisie (Zondag). Hij brak echter nooit door in het eerste elftal van Vitesse. 

### Go Ahead Eagles
Na afloop van zijn contract bij Vitesse vertrok Berden samen met ploeggenoot Boyd Lucassen in 2019 naar Go Ahead Eagles waar hij tekende voor twee jaar. Hij maakte op 9 augustus tegen MVV Maastricht (3-2 winst) zijn debuut voor Go Ahead. Op 27 september scoorde hij tegen N.E.C. (3-3) zijn eerste twee doelpunten voor Go Ahead. In zijn debuutseizoen kwam hij tot vijf goals en twee assists in 32 officiële wedstrijden. Hij miste de eerste zeven maanden van het daaropvolgende seizoen door een knieblessure, maar maakte op 5 maart 2021 zijn rentree tegen TOP Oss. In de laatste wedstrijd van het seizoen won Berden als invaller met 0-1 bij Excelsior en door puntenverlies van De Graafschap eindigde Go Ahead als tweede, wat directe promotie naar de Eredivisie betekende. De club maakte eind juni 2021 bekend dat zijn aflopende contract met twee jaar werd verlengd. Op 13 augustus 2021 maakte Berden zijn eredivisiedebuut tegen SC Heerenveen. Eind januari 2023, op de laatste dag van de transferwindow, werd hij verhuurd aan VVV-Venlo dat tevens een optie bedong om hem definitief over te nemen en vast te leggen voor twee seizoenen.

### VVV-Venlo
Na zijn aankomst bij VVV-Venlo debuteerde Berden daar direct in de basiself in een met 4-3 verloren uitwedstrijd bij Jong AZ op 3 februari 2023. In de huurdeal met Go Ahead Eagles had VVV-Venlo een optie bedongen die automatisch gelicht zou worden als hij er minimaal twaalf wedstrijden in actie zou komen. Op 21 april 2023 speelde Berden in een met 1-0 verloren uitwedstrijd bij Telstar zijn twaalfde competitiewedstrijd namens de Venlose club waardoor hij daar voor de komende twee jaar definitief onder contract kwam te staan. Na afloop van dat contract nam VVV weer afscheid van Berden.

## Clubstatistieken

#### Beloften
| 2015/16                               | Jong PSV        | Eerste divisie  | 1  | 0 | 1  | 0 |
| 2016/17                               | Jong Vitesse    | Tweede divisie  | 1  | 0 | 1  | 0 |
| 2017/18                               | Jong Vitesse    | Derde divisie   | 9  | 4 | 9  | 4 |
| 2018/19                               | Jong Vitesse    | Tweede divisie  | 29 | 3 | 29 | 3 |
| Totaal beloften                       | Totaal beloften | Totaal beloften | 40 | 7 | 40 | 7 |
| Bijgewerkt tot en met 31 januari 2023 |                 |                 |    |   |    |   |

#### Senioren
| Seizoen                          | Club            | Competitie      | Competitie | Competitie | Beker | Beker | Overige | Overige | Totaal | Totaal |
| Seizoen                          | Club            | Competitie      | Wed.       | Dlp.       | Wed.  | Dlp.  | Wed.    | Dlp.    | Wed.   | Dlp.   |
| -------------------------------- | --------------- | --------------- | ---------- | ---------- | ----- | ----- | ------- | ------- | ------ | ------ |
| 2017/18                          | Vitesse         | Eredivisie      | 0          | 0          | 0     | 0     | 0       | 0       | 0      | 0      |
| 2018/19                          | Vitesse         | Eredivisie      | 0          | 0          | 0     | 0     | 0       | 0       | 0      | 0      |
| 2019/20                          | Go Ahead Eagles | Eerste divisie  | 28         | 4          | 4     | 1     | —       | —       | 32     | 5      |
| 2020/21                          | Go Ahead Eagles | Eerste divisie  | 11         | 2          | 0     | 0     | —       | —       | 11     | 2      |
| 2021/22                          | Go Ahead Eagles | Eredivisie      | 19         | 0          | 3     | 0     | —       | —       | 22     | 0      |
| 2022/23                          | Go Ahead Eagles | Eredivisie      | 5          | 0          | 1     | 0     | —       | —       | 6      | 0      |
| 2022/23                          | → VVV-Venlo     | Eerste divisie  | 12         | 2          | 0     | 0     | 0       | 0       | 12     | 2      |
| 2023/24                          | VVV-Venlo       | Eerste divisie  | 35         | 5          | 0     | 0     | —       | —       | 35     | 5      |
| 2024/25                          | VVV-Venlo       | Eerste divisie  | 25         | 2          | 1     | 1     | —       | —       | 26     | 3      |
| Totaal senioren                  | Totaal senioren | Totaal senioren | 135        | 15         | 9     | 2     | 0       | 0       | 144    | 17     |
| Carrièretotaal                   | Carrièretotaal  | Carrièretotaal  | 175        | 22         | 9     | 2     | 0       | 0       | 184    | 24     |
| Bijgewerkt tot en met 9 mei 2025 |                 |                 |            |            |       |       |         |         |        |        |

## Erelijst
Met  Jong Vitesse
| Competitie    | Aantal | Jaren |
| ------------- | ------ | ----- |
| Derde divisie | 1x     | 2018  |